# Marionina tumulicola
Marionina tumulicola är en ringmaskart som beskrevs av Healy och Coates 1997. Marionina tumulicola ingår i släktet Marionina och familjen småringmaskar. Inga underarter finns listade i Catalogue of Life.